# جي.إي.إم.
جي.إي.إم هي مغنية وكاتبة أغاني صينية، بدأت مشوارها الفني عام 2008. وفي عام 2016 أصبحت أول فنانة من آسيا تظهر في قائمة فوربس 30 تحت الـ30.

## روابط خارجية
غلوريا دينغ على موقع IMDb (الإنجليزية)
- غلوريا دينغ على موقع ميوزك برينز (الإنجليزية)
- غلوريا دينغ على موقع أول ميوزيك (الإنجليزية)
- غلوريا دينغ على موقع ديسكوغز (الإنجليزية)
- غلوريا دينغ على موقع قاعدة بيانات الفيلم (الإنجليزية)
- غلوريا دينغ على موقع كينوبويسك (الروسية)